# Скандал (телесеріал)
Скандал (англ. Scandal) — американський політичний трилер-телесеріал телемережі ABC. Концепція телесеріалу належить відомій сценаристці Шонді Раймс, яка є співпродюсером серіалу разом з Бетсі Бірс (англ. Betsy Beers). Прем'єра серіалу у США відбулась 5 квітня 2012 на телеканалі ABC. Головною героїнею є Олівія Поуп, чию роль виконує Керрі Вашингтон. Основою для створення цієї постаті стала колишня прес-помічнця в адміністрації Джорджа Буша Джуді Сміт, яка заснувала свою компанію кризового менеджменту і одночасно є піар-менеджером, телепродюсером, зокрема даного серіалу. Жодна історія чи дійова особа серіалу не має нічого спільного з реальним життям Джуді Сміт.

## Сюжет
Дія відбувається у Вашингтоні навколо постаті Олівії Поуп, яка, працюючи у Білому домі, була коханкою президента Фіцджеральда Гранта III, створивши потім свою компанію з управління кризами Olivia Pope & Associates. У сюжеті показано взаємовідносини президента з його дружиною Меллі Грант, віце-президентом Саллі Ленгстон, Головою адміністрації Президента, республіканцем-геєм Сайрусом Біном, згодом більше уваги присвячено співробітникам компанії Олівії Поуп. Серіал торкається питань корупції, боротьби за владу, таємних операцій, закулісної боротьби за впливи на адміністрацію.

### Перший сезон 2012
Сім епізодів першого сезону демонстрували впродовж 5 квітня — 17 травня 2012. Основні події розгортались навколо взаємовідносин Олівії Поуп з Президентом і справою Аманди Таннер. Серіал через незадовільний рейтинг був на межі закриття, але завдяки стабільній аудиторії 7,33 млн. глядачів був продовжений ще на один сезон.

### Другий сезон 2012—2013
22 епізоди демонструвались впродовж 27 вересня 2012 — 16 травня 2013. Події основної сюжетної лінії відбуваються навколо питання переобрання на другий термін президента, який відчуває вину за втрачені можливості і недотримані обіцянки першого терміну і приховування до перевиборів можливого розлучення. Паралельно йдуть сюжетні лінії діяльності компанії Олівії Поуп. Завдяки новим сюжетним лініям число глядачів зросло з 6,74 млн до 9,12 млн і зимою 2013 серіал став найбільш популярним продуктом прайм-тайму. Сезон отримав 6 номінацій і виграв 4 з них, зокрема дві для Керрі Вашингтон (BET Awards, NAACP Image Awards) і Еммі Найкращий запрошений актор у драматичному серіалі для Дена Букатинського. Серіал отримав нагороду AFI за Найкращий серіал року.

### Третій сезон 2013—2014
Впродовж 3 жовтня 2013 — 17 квітня 2014 демонструвалось 18 серій, чия кількість була скорочена на 4 епізоди через вагітність Керрі Вашингтон. Сюжет в основному розвивається навколо взаємовідносин у сім'ях президента, Олівії, інтриг у Адміністрації президента і справ, розслідувань компанії Олівії Поуп. Основний акторський склад залишився без змін і появилось декілька нових героїв. Сезон отримав стабільну кількість глядачів 10,52 — 10,57 млн і 13 номінацій, з яких NAACP Image Awards отримали за найкращий серіал, жіночу роль (Керрі Вашингтон), Найкращого запрошеного актора Джо Мортона, який отримав Еммі За найкращого запрошеного актора у драматичному серіалі, і Премію телевізійних критиків за Найкращу жіночу роль другого плану Белламі Янг.

### Четвертий сезон 2014—2015
22 епізоди почали показувати 24 вересня 2014 до весни 2015. Через особисті проблеми серіал покинув Коламбус Шорт і Порша де Россі.

## Актори
- Керрі Вашингтон — Олівія Поуп, яка працювала над президентською кампанією губернатора Ф. Томаса Гранта III. Після перемоги Фітц призначив її директором з комунікацій. Через викриття їхнього зв'язку іде у відставку, створивши власну антикризову компанію. Вона оточена лояльними співробітниками, які мали проблеми в минулому. Олівія має спірні відносини з першою леді Меллі, але вони терплять одна одну заради президентства.
- Дербі Стенчфілд — Еббі Уілан, слідча компанії Олівії, яка допомогла їй при розлученні і у відносинах з якою існує певна інтрига.
- Кеті Лоус — Куінн Перкінс звинувачувалась у вбивстві з ревнощів бойфренда і 6 чоловік внаслідок вибуху бомби. Вона втікає, у готелі хтось ввів їй заспокійливе і вона прокидається у Вашингтоні з новими документами, виправдана за звинуваченням. Гек навчає її шпигунським методикам, що негативно впливає на неї.
- Гільєрмо Діас — Гек займається технічними питаннями у компанії Олівії. Вона підібрала безпритульного Гека, який до того був морським піхотинцем, членом надсекретного під розділу B613 ЦРУ, де він займався тортурами і вбивствами «зрадників». У порушення правил підрозділу одружився, через що змушений був покинути сім'ю, втекти з організації, ставши безпритульним. Використовує свої шпигунські знання, за наказом Олівії готовий до тортур.
- Джефф Перрі — Кір Резерфорд (Сайрус) Бін, менеджер передвиборчої компанії, Голова адміністрації президента. Амбітний, з холодним розрахунком, але надзвичайно лояльний до президента, готовий на усе заради захисту його репутації. Його прикро вразив зв'язок Фіца з Олівією, з якою товаришував, навчав політичних секретів. Періоди конфронтації з нею чергуються спільною роботою для спасіння репутації президента. Замішаний у вбивстві Аманди Таннер, маніпуляціях на виборах. Гей Бін одружений з політичним журналістом Джеймсом Новаком.
- Тоні Голдуїн — Фіцджеральд Томас Грант III (Фітц), Президент США. Республіканець, губернатор Каліфорнії, стипендіат Родса, випускник юридичної школи Гарвардського університету, колишній військовий пілот. Під час передвиборчої компанії закохується у Олівію Поуп, але залишається з дружиною заради передвиборчих рейтингів. Через відхід Олівії спить з Амандою Таннер, яка його шантажує, а Олівія починає представляти її інтереси. Після замаху довший час перебуває у комі та повертається до життя іншою людиною Перестає боятись за утримання посади, втрати рейтингу. Для збереження своєї політичної спадщини починає боротьбу з учасниками змови. Зрештою вважає, що може слухати поради лише Джека Балларда, товариша з війська, що приносить нові проблеми.
- Белламі Янг — Перша леді Мелоді «Меллі» Грант. Сильна, розважлива жінка, холодного розуму походить з аристократичної південної родини. Випускниця Гарварду, Єлю покинула кар'єру адвоката заради підтримки чоловіка. Готова на все, аби залишитись у Білому Домі. Вона знала про роман Фітца з Олівією і звинувачує її у тому, що через неї сталась історія з Амандою Таннер. Вона хоче піти від чоловіка, але її зупиняє Олівія. Після замаху і нової вимоги розлучення від Фітца починає втручатись у державні справи і як останню спробу утримання шантажує його своєю вагітністю. Зрештою вони залишаються разом.
- Джошуа Маліна — Девід Розен, помічник Генерального прокурора, прокурор округу Колумбія, Генеральний прокурор США. Прихильник дотримання Закону. Суперництво з Олівією супроводжується симпатією до неї. Її компанія допомагає його зняти підозри у вбивстві. Безуспішно розслідує фальсифікації виборів.
- Скотт Фолі — капітан Джек Баллард, офіцер розвідки, військовий товариш Фітца, який йому безмежно довіряє. Член підрозділу B613, стає його командиром замість батька Олівії. Замішаний у темних справах, капітан зрештою летить з Олівією на віддалений острів, а Роуена відновлюють у командуванні B613.
- Коламбус Шорт — Харіссон Райт, багатий юрист, що співпрацює з Олівією. Вона врятувала його від в'язниці за незаконні фінансові операції.
- Ден Букатинські — Джеймс Новак, чоловік Кіра Біна, журналіст, колишній номінант Пулітцерівської премії, ТВ інтерв'юер.
- Джо Мортон — Роуен «Елі» Поуп, батько Олівії Поуп, командир B613